# Чегодаев, Алексей Павлович
Алексей Павлович Чегодаев (Чегодаев-Саконский) (1875—1949) — эриванский и люблинский вице-губернатор.

## Биография
Происходил из дворян Чегодаевых Казанской губернии. Родился 9 (21) марта 1875 года в семье Павла Николаевича (1842—?) и Любови Алексеевны (урождённой Степановой) Чегодаевых. В 1896 году окончил Александровский лицей (XII кл.) и поступил юнкером во флот. 10 мая 1898 года, по истечении двух лет службы, отбыв воинскую повинность, он был «перечислен в запас флота квартирмейстером».
В день гибели в Порт-Артуре эскадренного броненосца «Петропавловск», 31 марта 1904 года, был призван из запаса флота и получил, в мае этого же года, чин прапорщика. 8 июня он был назначен на канонерскую лодку «Гроза», а 2 августа циркуляром штаба Кронштадтского порта переведён на крейсер «Алмаз», который в крейсерах числился лишь номинально; фактически он строился как комфортабельная яхта (посыльное судно) для наместника императора на Дальнем Востоке вице-адмирала Е. И. Алексеева. Однако он был включён в состав готовившейся к отправке на театр боевых действий 2-й эскадры Тихого океана. В августе 1905 года за участие в Цусимском сражении его наградили орденом Св. Станислава 3-й степени с мечами и бантом; 25 сентября Чегодаев был списан с «Алмаза», а 31 октября того же года уволен в запас.
Находясь на гражданской службе, князь А. П. Чегодаев-Саконский в 1911—1914 годах являлся Эриванским вице-губернатором, с 1914 года в звании коллежского советника занимал такую же должность в Люблинской губернии.
В эмиграции не порывал связи с моряками, участвовал в собраниях цусимцев.
Скончался в Париже 4 мая 1949 года, похоронен на кладбище Сент-Женевьев-де-Буа.

## Семья
Внуки: мексиканская актриса, писательница и режиссёр Ева Норвинд Чегодаева-Саконская и Георг Чегодаев-Каянус, норвежский певец и композитор, лидер британской поп-рок-группы Sailor. Правнучка — мексиканская актриса театра и кино Наилея Норвинд.

## Сочинения
- На «Алмазе» (от Либавы через Цусиму — во Владивосток). — М., 1910 (СПб., 2004).